# Phil Knight
Philip Hampson Knight (sinh ngày 24 tháng 2 năm 1938) là một tỷ phú, là người đồng sáng lập và là chủ tịch danh dự của tập đoàn Nike, Inc. Ông từng giữ chức vụ chủ tịch hội đồng quản trị và CEO của tập đoàn này trong nhiều năm. Vào tháng 2 năm 2021, Knight được tạp chí Forbes xếp hạng 24 trong số những người giàu nhất trên thế giới, với khối tài sản trị giá 53 tỷ đô la Mỹ. Ông hiện cũng đang là chủ sở hữu của công ty sản xuất phim hoạt hình Laika.
Knight từng theo học cử nhân tại trường Đại học Oregon và cao học tại trường Đại học Stanford. Ông từng là một học trò được huấn luyện bởi Bill Bowerman hồi còn học ở đại học Oregon, và sau đó, cặp đôi này đã cùng nhau sáng lập nên đế chế Nike.
Phil Knight cũng được biết đến như là một nhà hoạt động từ thiện tích cực khi ông đã quyên góp hàng trăm triệu đô la Mỹ cho những trường học cũ của mình, cùng với đó là trường đại học Khoa học và Y tế Oregon. Tổng cộng, Knight đã quyên góp hơn 2 tỷ đô la cho hoạt động từ thiện thông qua ba tổ chức khác nhau.

## Thời niên thiếu
Knight sinh ra tại Portland, Oregon, ông là con trai của nhà báo Bill Knight, người trước đây từng hành nghề luật sư, và Lota (Hatfield) Knight. Knight lớn lên cạnh khu vực Eastmoreland của Portland, ông theo học tại trường trung học Cleveland. Theo một nguồn tin cho biết, khi cha của Knight từ chối cho con trai của mình làm việc hè tại tòa soạn Oregonian (nay đã đổi tên thành Oregon Journal) nơi ông làm việc vì tin rằng cậu nhóc có thể tự kiếm được việc làm, Knight đã tìm đến tòa soạn đối thủ của Oregonian để xin việc. Tại đây ông được phân công làm việc vào ca đêm với nhiệm vụ ghi lại bảng tỷ số các trận đấu, sau đó, Knight sẽ chạy bộ suốt 7 dặm trở về nhà vào mỗi buổi sáng.
Knight tiếp tục việc học của mình tại Đại học Oregon ở Eugene, tại đây ông tham gia vào hội anh em Phi Gamma Delta (FIJI) của trường, đồng thời cũng làm người tường thuật thể thao cho tờ báo trường Oregon Daily Emerald và sau đó ông nhận tấm bằng cử nhân báo chí vào năm 1959.
Tại trường đại học Oregon, ông còn là một vận động viên chạy quãng đường trung, thành tích tốt nhất ông đạt được là chạy 1 dặm (1,6 km) trong vòng 4 phút, 10 giây, ông nhận được bằng khen thể thao cấp đại học cho thành tích của mình vào các năm 1957, 1958 và 1959. Đến năm 1977, cùng với Bowerman và Geoff Hollister, Knight đã thành lập một đội tuyển chạy tại Mỹ có tên là Athletics West.

## Sự nghiệp

### Khởi đầu
Trước khi thành lập ra công ty Blue Ribbon Sports, tiền thân của đế chế Nike, Knight là một kế toán có chứng nhận CPA, ban đầu ông làm việc cho công ty Coopers & Lybrand và sau đó là Price Waterhouse. Knight sau đó trở thành giảng viên dạy kế toán tại đại học Portland State.

### Nike Inc.
Ngay sau khi tốt nghiệp đại học Oregon, Knight được tuyển vào quân đội, ông thực hiện nghĩa vụ quân sự toàn thời gian trong 1 năm và sau đó là 7 năm trong lực lượng quân đội dự bị. Sau khi hoàn thành nghĩa vụ quân sự toàn thời gian, ông tham gia học tại trường cao học của đại học Stanford. Trong một buổi tham gia tiết học về Doanh nghiệp nhỏ của thầy giáo Frank Shallenberger, Knight dần dần nảy nở một thứ tình yêu khác ngoài thể thao - và ông nhận ra mình muốn khởi sự một doanh nghiệp. Knight nhớ lại trong lần phỏng vấn với tạp chí Stanford: "Buổi học đó quả là một khoảnh khắc "aha!"... Thầy giáo Shallenberger đã định nghĩa cho chúng tôi típ người sẽ là một doanh nhân trong tương lai, và rồi tôi nhận ra thầy ấy đang nói về chính tôi. Tôi nhớ rằng tôi đã tự nói thế này với chính mình: "Đây thực sự đúng là điều mà mình muốn làm." Trong giờ học này, thầy giáo giao cho Knight nhiệm vụ tự lập một kế hoạch kinh doanh. Ông đã viết ra giấy "Liệu giày thể thao của Nhật có thể vượt lên trên giày thể thao của Đức giống như cách máy ảnh của Nhật đã làm với máy ảnh của Đức?", đây cũng chính là tiền đề cho kế hoạch kinh doanh những đôi giày chạy của ông. Ông tốt nghiệp cao học ngành Quản trị kinh doanh tại trường vào năm 1962.
Knight tham gia một chuyến đi vòng quanh thế giới sau khi tốt nghiệp, trong chuyến đi ông có dừng chân tại Kobe, Nhật Bản vào tháng 11 năm 1962. Tại đây ông để ý tới thương hiệu giày chạy Tiger, được sản xuất tại Kobe bởi công ty Onitsuka Co. Kinh ngạc về chất lượng và giá thành của đôi giày, Knight liền liên lạc với giám đốc Onitsuka và được người này đồng ý gặp mặt. Sau buổi gặp mặt, Knight đã đảm bảo quyền phân phối những đôi giày hiệu Tiger tại miền tây nước Mỹ.
Mẫu giày Tiger đầu tiên mất hơn một năm để chuyển tới Knight, trong lúc ông đang làm kế toán tại Portland. Khi Knight nhận được mẫu giày, ông liền gửi hai đôi giày đến Bowerman tại trường đại học Oregon với hy vọng sẽ bán được cả hai đôi và có một người ủng hộ những mẫu giày này. Trái ngược với kỳ vọng của Knight, Bowerman không đặt đôi giày nào, nhưng ông đề nghị được làm đối tác với Knight và muốn cung cấp các ý tưởng thiết kế sản phẩm. Hai người đàn ông đồng ý trở thành đối tác của nhau thông qua một cú bắt tay vào ngày 25 tháng 1 năm 1964, đây cũng chính là ngày công ty Blue Ribbon Sports (BRS) được thành lập, một công ty tiền thân của Nike.
Những đơn hàng đầu tiên Knight bán được cho công ty là ở trên chiếc xe Plymouth Valiant màu xanh lục tại điểm giao nhau trên trục đường Tây Bắc Thái Bình Dương. Vào năm 1969, những đơn hàng đầu tiên này đã tiếp thêm động lực để ông từ bỏ công việc kế toán và tập trung toàn thời gian làm việc tại Blue Ribbon Sports.
Jeff Johnson, nhân viên đầu tiên của Nike, là người đã gợi ý nên đặt lại tên công ty là "Nike" vì đây là tên của vị thần có cánh biểu tượng cho chiến thắng của Hy Lạp. Blue Ribbon Sport sau đó đã đổi tên thành Nike vào năm 1971.
Logo "swoosh" của Nike, nay được coi là một trong những biểu tượng quyền lực nhất trên thế giới, ban đầu được thiết kế với giá chỉ 35 đô la Mỹ bởi sinh viên người Mỹ Carolyn Davidson vào năm 1971. Theo trang web của Nike, Knight lúc đó nhận xét về logo như sau: "Tôi không thích nó, nhưng chắc về sau tôi sẽ thích." Vào tháng 9 năm 1983, Davidson đã được tưởng thuởng một lượng cổ phiếu không được tiết lộ từ Nike cho những đóng góp trong việc tạo nên thương hiệu của công ty. Trong chương trình truyền hình Oprah vào tháng 4 năm 2011, Knight cho biết đã cho Davidson "Vài trăm cổ phiếu" khi công ty lên sàn chứng khoán.
Trong thời gian tại vị ở Nike, Knight đã phát triển những mối quan hệ khá thân thiết với những vận động viên thể thao nổi tiếng nhất thế giới, trong đó có Michael Jordan và Tiger Woods.

### Xưởng phim Vinton/Laika
Tiếp nối những thành công có được vào cuối thập niên 1990, xưởng phim hoạt hình Will Vinton đã phát triển rất nhanh, Vinton cần một nhà đầu tư bên ngoài và Knight chính là một trong những doanh nhận giàu có mà Vinton đã tiếp cận. Knight sau đó đã được thuyết phục mua lại 15 phần trăm cổ phần của công ty vào năm 1998 và ông đã tuyển người con trai của mình là Travis làm họa sĩ, người cũng tốt nghiệp tại đại học Portland State và vừa phải chịu thất bại khi theo đuổi sự nghiệp nhạc rap.
Sau những thất bại gặp phải vì sự quản lý yếu kém của xưởng phim Will Vinton, Knight cuối cùng đã quyết định mua lại toàn bộ cổ phần của công ty này và giao quyền lãnh đạo cho các nhân viên của Nike. Vào cuối năm 2003, Knight chỉ định con trai Travis của mình vào ban giám đốc sau khi anh đã chứng tỏ được mình là một người hoạt hình rất xuất sắc tại công ty. Sau khi Vinton rời khỏi vị trí trong ban giám đốc và rời công ty sau khi thể hiện sự quản lý yếu kém của mình, Knight đã đổi tên công ty thành Laika. Knight đầu tư 180 triệu đô la Mỹ cho hãng phim phát hành bộ phim đầu tiên, Coraline (hoạt hình tĩnh), vào năm 2009. Coraline trở nên thành công về doanh thu và Travis Knight được bổ nhiệm vào vị trí giám đốc điều hành và chủ tịch của Laika ngay trong năm đó.

### Cái chết của Matthew Knight
Vào tháng 5 năm 2004, hai năm sau khi Knight mua lại Vinton, người con trai Matthew của ông, lúc đó 34 tuổi, đã du lịch tới El Salvador để quay một video gây quỹ cho Hội trẻ em Thiên chúa giáo Thế giới, một tổ chức phi lợi nhuận ở Portland. Tuy nhiên, khi đang lặn cùng các đồng nghiệp ở hồ Ilopango, gần San Salvador, anh qua đời ngay lập tức sau khi gặp phải một cơn đau tim ở độ sâu 46m do hội chứng bệnh tim bẩm sinh không được phát hiện. Knight và Travis ngay lập tức có mặt ở El Salvador để đưa thi thể của Matthew Knight trở về Mỹ. Travis giải thích vào năm 2007, "Sự kiện đó khiến gia đình của tôi thân thiết hơn. Khi ấy bạn chợt nhận ra rằng tất cả những điều mình có đều có thể biến mất chỉ trong một phút." Sau đó, hãng phim Laika Studio đã sản xuất một bộ phim ngắn có tên Moongirl vào năm 2005 để tưởng nhớ về Matthew.
Knight từ chức giám đốc điều hành của Nike vào ngày 18 tháng 11 năm 2004, 7 tháng sau cái chết của người con trai Matthew, nhưng ông vẫn là chủ tịch hội đồng quản trị của tập đoàn. Người thay thế Knight là William Perez, từng làm CEO của công ty S.C. Johnson & Son, sau đó ông này cũng bị thay thế bởi Mark Parker vào năm 2006.
Vào năm 2011, sân vận động Matthew Knight tại trường đại học Oregon, cũng được đổi tên để tưởng nhớ anh.

### Hoạt động sau khi thôi chức vụ CEO tại Nike
Trong giai đoạn 2009-2010, Knight là nhà đóng góp lớn nhất cho chiến dịch phản đối cuộc bỏ phiếu trưng cầu ý dân 66 và 67 của Oregon, nếu quyết định này được thông qua sẽ làm tăng thuế thu nhập đối với các doanh nghiệp và người có thu nhập cao.
Theo tài liệu của luật sư John F. Coburn III vào ngày 10 tháng 2 năm 2012, chỉ riêng phần mình, Knight đã sở hữu 67.097.005 cổ phiếu thường Hạng A và 7.740 cổ phiếu thường Hạng B của tập đoàn Nike.
Vào tháng 6 năm 2015, Knight và Nike thông báo rằng ông sẽ rời chức vụ chủ tịch của công ty, người thay thế cho ông sẽ là giám đốc điều hành/chủ tịch Mark Parker. Tuy nhiên, ngày ông từ chức vẫn chưa được quyết định, Knight nói rằng ông vẫn có kế hoạch tham gia vào các hoạt động của công ty. Việc Knight từ chức khỏi ban giám đốc của Nike chính thức có hiệu lực vào cuối tháng 6 năm 2016.

### Hồi ký
Vào cuối năm 2015, Phil Knight thông báo rằng ông đang viết một cuốn sách về những ngày đầu tiên cùng với thương hiệu Nike. Cuốn hồi ký có tên Shoe Dog và được phát hành vào ngày 26 tháng 4 năm 2016. Cuốn sách nói về những khoảng thời gian khó khăn khi ông phải xây dựng Nike, từ việc nhập khẩu những đôi giày từ Nhật Bản cho đến việc đối mặt với những cuộc điều tra liên bang.
Cuốn sách được New York Times đưa vào danh mục sách bán chạy nhất với hàng triệu bản được bán ra trên toàn cầu. Cuốn sách được xuất bản tại Việt Nam bởi Nhà xuất bản Trẻ với tựa đề Gã nghiện giày.

## Hoạt động từ thiện
Vào năm 2016, theo tờ báo Portland Business Journal, "Knight là nhà từ thiện hào phóng nhất trong lịch sử của Oregon. Ông đã quyên góp tổng cộng 2 tỷ đô la Mỹ trong toàn bộ cuộc đời của mình."

### Trường đại học Stanford
Năm 2006, Knight quyên góp 105 triệu đô la Mỹ tới trường cao học Stanford, vào thời điểm đó, đây là khoản tiền quyên góp lớn nhất từng được thực hiện dành cho một trường kinh doanh tại Mỹ. Khuôn viên ngôi trường đã được đổi tên thành "Trung tâm Quản lý Knight" để tri ân những đóng góp của Knight cho hoạt động từ thiện của trường.
Vào năm 2016, đại học Stanford thông báo Knight sẽ quyên góp 400 triệu đô la để xây dựng chương trình cao học cho Học viện Knight-Hennessy Scholars. Chương trình được xây dựng để đào tạo 100 sinh viên mỗi năm, giúp đào tạo kỹ năng lãnh đạo và tư cách công dân, chương trình còn được hỗ trợ bởi Quỹ học bổng Rhodes. Hơn 80% khoản tiền hỗ trợ này sẽ giúp đỡ chi phí sinh hoạt và học tập của 15% số sinh viên tham gia chương trình cao học này tại Stanford; học viên tốt nghiệp sẽ được tham gia các dự án toàn cầu mang tính thử thách như Biến đổi khí hậu và Đói nghèo. Lớp học đầu tiên với 50 học viên sẽ diễn ra vào mùa thu năm 2018.

### Đại học Oregon
Knight đã quyên góp hàng trăm triệu đô la cho trường đại học Oregon. Những khoản quyên góp này chủ yếu giúp cho việc sửa chữa và cải thiện thư viện Knight và xây dựng Trung tâm Luật Knight. Knight cũng cho xây dựng những chiếc ghế danh dự khắp khuôn viên trường đại học. Vào mùa thu năm 2016, Knight tuyên bố quyên góp 500 triệu đô la cho đại học Oregon UO để xây dựng một phòng thí nghiệm ba tầng và một khuôn viên nghiên cứu khoa học riêng. Đây chỉ là một phần trong số vô số những khoản quyên góp mà Knight dành cho trường.

#### Đóng góp cho hoạt động thể thao ở Oregon
Vào tháng 8 năm 2007, Knight thông báo rằng ông cùng vợ sẽ ủng hộ 100 triệu đô la Mỹ để thành lập Quỹ Thể thao Bình đẳng UO tại trường Đại học Oregon. Trả lời cho việc này, Giám đốc thể thao Pat Kilkenny nói: "Món quà tuyệt vời này thật sự đã giúp cho trung tâm thể thao của trường Oregon có đủ khả năng để tạo ra những nguồn tài chính ổn định và linh hoạt để có thể xây dựng sân vận động mới cho trường." Vào thời điểm đó, đây là khoản quyên góp từ thiện lớn nhất trong lịch sử của trường đại học này.
Vào tháng 11 năm 2015, nhà trường thông báo Knight và vợ sẽ ủng hộ 19,2 triệu đô la cho dự án khu liên hợp thể thao tại trường. Kế hoạch xây dựng khu liên hiệp rộng 2.700 mét vuông đã được công bố từ hồi tháng 9. Việc thi công bắt đầu vào tháng 1 năm 2016 và sẽ hoàn thành vào tháng 9 năm 2016. Khu liên hiệp thể thao có tên là Trung tâm Thể dục thể thao Marcus Mariota.
Vào tháng 10 năm 2016, Knight cùng vợ đã đầu tư 500 triệu đô la Mỹ để xây dựng khuôn viên dành cho khoa học của trường, đặt tên là Khuôn viên Phil và Penny dành cho việc Phát triển Ảnh hưởng của Khoa học. Ba tòa nhà đã được xây dựng tại khu vực này và sẽ tạo ra việc làm cho 750 gia đình khi được khánh thành và vận hành.

#### Những tranh cãi nổ ra
Tuy nhiên, những đóng góp của Knight dành cho trung tâm thể thao tại đại học Oregon là nguyên nhân hình thành nên nhiều cuộc tranh cãi vì trường nhận quá nhiều tiền quyên góp nhưng không hỗ trợ chút nào cho các tổ chức của người lao động. Vào tháng 4 năm 2000, những người đứng đầu hội sinh viên của trường đã tổ chức một chiến dịch nâng cao điều kiện làm việc và sự công bằng cho người lao động và họ đã gọi cho Dave Frohnmayer, chủ tịch của trường, để bày tỏ sự ủng hộ đối với Tổ chức Quyền lợi Người lao động (WRC) khi tổ chức này yêu cầu trường cần hỗ trợ cho họ để thúc đẩy các quyền lợi của người lao động. Vào ngày 4 tháng 4 năm 2000, các sinh viên bắt đầu ngồi tại tòa nhà trung tâm quản lý Johnson của đại học Oregon. Đầu tháng 4, một cuộc gặp mặt đã diễn ra khi các sinh viên lên án việc trường không dành bất cứ sự quan tâm nào đối với Hiệp hội Bình đẳng Lao động (FLA), trong khi đã nhận được vô số tiền tài trợ từ Nike và các tập đoàn khác, các luật sư bảo vệ quyền lợi của người lao động cũng lên tiếng chỉ trích việc làm này và gọi đó là một hành vi không quan tâm đến mối quan hệ với cộng đồng.

Chủ tịch trường đại học Dave Frohnmayer ngay sau đó đã phải ký một hợp đồng 1 năm với WRC, phản ứng lại bản hợp đồng này, Knight đã rút lại khoản tiền cam kết 30 triệu đô la dành cho dự án mở rộng sân vận động Autzen và tuyên bố sẽ không quyên góp bất cứ khoản tiền nào cho trường nữa. Trong một tuyên bố công khai, Knight chỉ trích WRC đã tạo ra một hợp đồng phi thực tế và ông gọi đó là một sự sai lầm, trong khi đó ông ủng hộ FLA vì đã tiếp cận một cách "cân bằng" hơn. Đáp trả lại những chỉ trích của nhóm sinh viên phản đối, Frohnmayer đã ủng hộ phát biểu của Knight và cho rằng WRC đã đưa ra một bản hợp đồng vô lý.  Vào tháng 10 năm 2000, trong bài phỏng vấn với tờ báo Eugene Weekly, Frohnmayer nói:

... Ông ấy từ chối chi trả vì những đòi hỏi của WRC hoàn toàn là vi phạm luật pháp và chúng sẽ khiến cho trường đại học vướng vào những khoản nợ không đáng có. Cố vấn cấp cao của trường, bà Melinda Grier đã nói rằng WRC không phải một tổ chức, và vì thế sẽ không được coi là một tổ chức phi lợi nhuận, họ không có những hoạt động vì cộng đồng để đòi hỏi những quyền lợi cho mình như vậy được.
Vào ngày 16 tháng 2 năm 2001, Hội đồng đại học Oregon đưa ra một thông báo rằng mọi tổ chức trong hệ thống trường đều lựa chọn các đối tác kinh doanh trên lập trường trung lập về chính trị, và các trường đại học thuộc đại học Oregon sẽ không còn thuộc về WRC hay FLA nữa. Trước động thái hủy bỏ quan hệ với WRC của trường, Knight đã quyết định tiếp tục quyên góp khoản tiền trước đó và đồng thời còn tăng số tiền lên thành 50 triệu đô la Mỹ.

### Các hoạt động khác

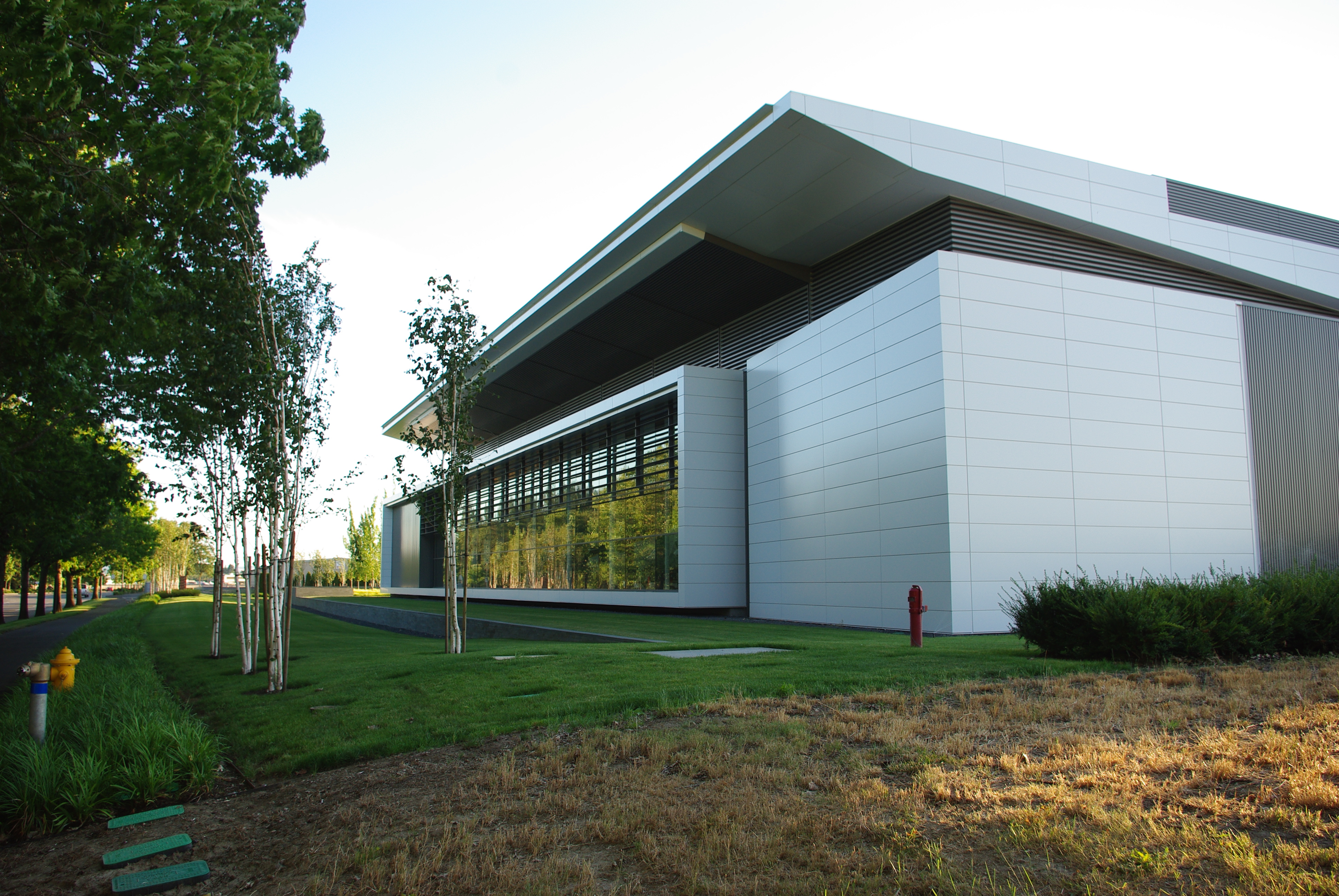
Căn nhà để máy bay riêng của Knight tại sân bay Hillsboro.

Vào tháng 10 năm 2008, Knight cùng vợ đã trao tặng 100 triệu đô la Mỹ tổ chức Ung thư của trường đại học Y tế và Khoa học Oregon, món quà lớn nhất trong lịch sử của trường đại học này. Nhằm thể hiện sự tri ân, trường đã đổi tên của tổ chức thành Tổ chức Ung thư Knight của trường đại học Y tế và Khoa học Oregon"
Vào tháng 10 năm 2010, Knight quyên góp hàng triệu đô la cho trường Catlin Gabel để thành lập một học bổng dành cho sinh viên năm nhất.

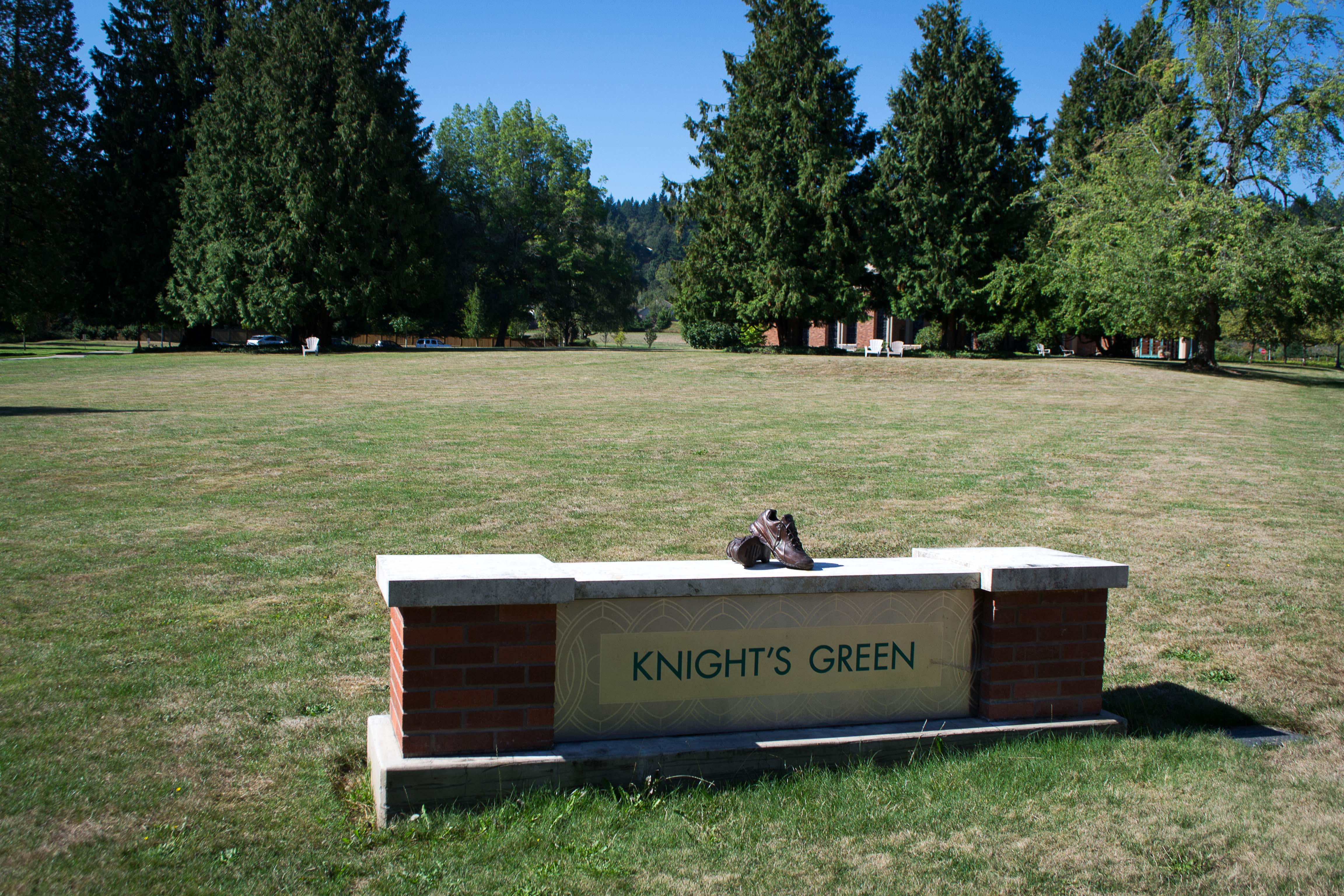
Thảm cỏ Knight, được đặt tên sau chuyến thăm của Knight tới Đại học Marylhurst ở Marylhurst, Oregon.

Vào ngày 18 tháng 5 năm 2012, Knight trao tặng 65.000 đô la Mỹ cho trường cao học Ủy ban Hành động Chính trị (PAC) được thành lập bởi giám đốc điều hành Tim Boyle của Columbia Sportswear. Theo Boyle cho biết, việc thành lập PAC sẽ giúp cho việc tự chủ của hệ thống các đơn vị trực thuộc đại học Oregon trở nên dễ dàng hơn. Vào mùa thu năm 2014, một tin trên truyền thông cho biết Knight sẽ quyên góp 1 tỷ đô la cho quỹ học bổng tài năng của đại học Oregon. Tuy nhiên, hóa ra đây chỉ là một tin thất thiệt.
Vào ngày 27 tháng 9 năm 2013, Knight tạo bất ngờ cho khán giả trong đêm gala 2 năm 1 lần của Tổ chức Ung thư Knight OHSU, trong ngày này ông tuyên bố sẽ trao tặng 500 triệu đô la cho các hoạt động nghiên cứu khoa học của trung tâm nếu họ gây quỹ được 500 triệu đô la đó trong 2 năm tiếp theo. Vào ngày 25 tháng 6 năm 2015, OHSU đã đạt được mục tiêu 500 triệu đô la, và Knight thông báo sẽ trao tặng 500 triệu đô la cho họ, nâng số tiền gây quỹ lên tới 1 tỷ đô la.
Knight và vợ cũng ủng hộ cho Chương trình học bổng Marylhurst Knights tại trường đại học Marylhurst University; và để bày tỏ lòng biết ơn, trường đã đặt tên bãi cỏ trong khuôn viên trường là "Thảm cỏ Knight".
Vào tháng 12 năm 2016, Knight tiết lộ đã trao tặng 112 triệu đô la cổ phiếu Nike cho hoạt động từ thiện.

## Những sự vinh danh
Năm 2000, Knight được đưa vào ngôi đền huyền thoại của Trung tâm thể thao Oregon cho những đóng góp đặc biệt của ông với nơi đây. Tại thời điểm được tưởng thưởng, ông đã quyên góp được 230 triệu đô la cho trường đại học này, chủ yếu là dành cho hoạt động thể thao.
Vào ngày 24 tháng 12 năm 2012, Knight được đưa vào danh sách huyền thoại trong lĩnh vực bóng rổ của trường Naismith. Danh sách này vinh danh ông vì đã có những đóng góp về tài chính để phát triển nền bóng rổ của Hoa Kỳ.
Để tôn vinh những đóng góp của Knight về kinh doanh, thương mại và lòng hảo tâm sâu sắc, Viện Hàn lâm về Khoa học và Nghệ thuật của Hoa Kỳ đã bầu Knight trở thành thành viên chính thức vào năm 2015.

## Đời sống cá nhân
Knight gặp người vợ của mình, Penelope "Penny" Parks, khi ông đang làm việc ở trường đại học Portland State và cặp đôi đã kết hôn vào ngày 13 tháng 9 năm 1968. Họ sở hữu một ngôi nhà ở La Quinta, California.